# Instant Crush
"Instant Crush" é uma canção da dupla francesa de house music Daft Punk com participação de Julian Casablancas. É o quarto single do quarto álbum de estúdio Random Access Memories. A canção foi escolhida como a 58ª melhor canção de 2013 pela revista Rolling Stone.

## Produção

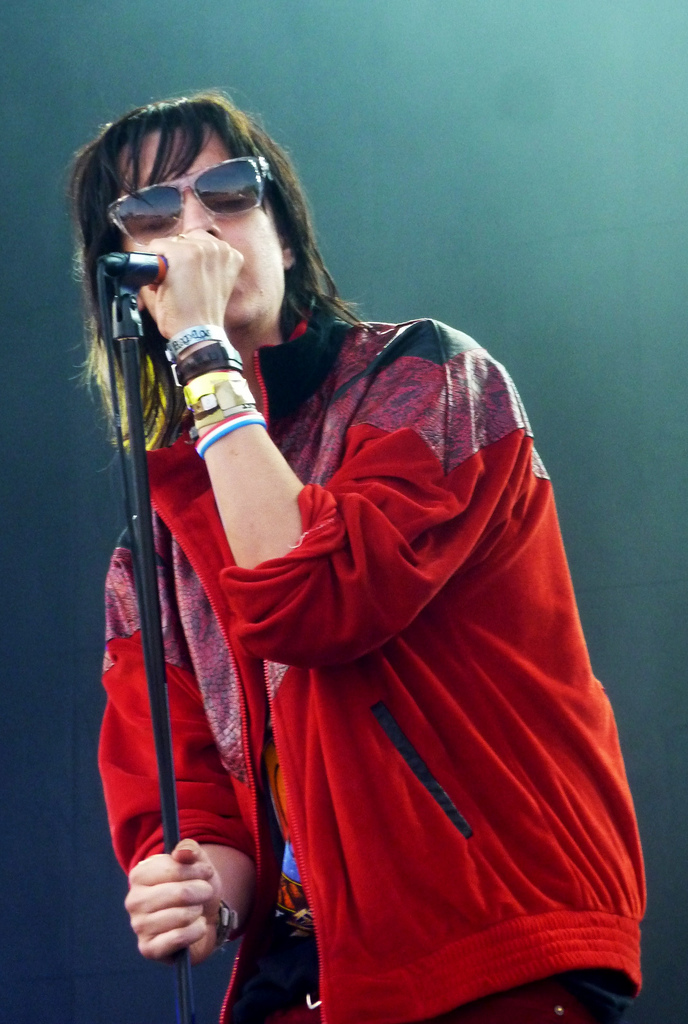
Julian Casablancas at Eurockéennes 2010 in Belfort, Territoire de Belfort, France.

Enquanto a dupla trabalhava na trilha sonora do filme Tron: Legacy em 2010, se encontraram no estúdio com Casablancas através de um amigo em comum. A dupla que é fã da banda de Casablancas o The Strokes, presentou ele com uma demo com a intenção de usa-lá no próximo álbum.

## Videoclipe
Warren Fu dirigiu o videoclipe com produção da Daft Arts. Ele também foi responsável pela capa de Random Access Memories e co-dirigiu o videoclipe de "Lose Yourself to Dance". Tony Gardner e Alterian Inc. foram responsáveis pelo efeitos do videoclipe. Gardner também já dirigiu o videoclipe de "The Prime Time of Your Life" e também trabalhou no filme Daft Punk's Electroma e na tour Alive 2006/2007. Pequenas partes do vídeo foram lançadas exclusivamente na canal de notícias francês BFM TV em 5 de dezembro de 2013. O videoclipe completo foi lançado no dia seguinte no Vevo.

## Posições e certificações
| Parada (2013)                                     | Melhor posição |
| ------------------------------------------------- | -------------- |
| Bélgica (Ultratip Bubbling Under de Flandres)     | 5              |
| Bélgica (Ultratip Bubbling Under da Valônia)      | 2              |
| França (SNEP)                                     | 29             |
| Suécia (Sverigetopplistan)                        | 37             |
| Reino Unido (Official Charts Company)             | 198            |
| Estados Unidos (Billboard Dance/Electronic Songs) | 20             |

## Histórico de lançamento
Em 20 de novembro de 2013, a Sony Music Entertainment anunciou que "Instant Crush" seria lançada como próximo single de "Random Access Memories".
| Região         | Data                   | Rádio                  | Gravadora        |
| -------------- | ---------------------- | ---------------------- | ---------------- |
| Itália         | 22 de novembro de 2013 | Contemporary Hit Radio | Sony Music       |
| Estados Unidos | 6 de janeiro de 2014   | Triple A radio         | Columbia Records |
| Estados Unidos | 7 de janeiro de 2014   | Modern rock            | Columbia Records |

## Cover de Natalie Imbruglia
Em 2015, a música foi regravada pela cantora australiana Natalie Imbruglia e lançada como primeiro single de seu quinto álbum de estúdio "Male", composto por versões covers de artistas masculinos.
Sobre a canção, Natalie disse: "Na versão original, você não consegue realmente ouvir sobre o que trata a música, por causa do efeito que a voz de Julian tem, que eu amo, a propósito. No entanto, é uma história muito bela que eu quero que as pessoas ouçam e conectem-se com as palavras. Eu estou realmente orgulhosa da maneira que ela mudou".
A música foi lançada nas rádios britânicas no dia 12 de Março de 2015. Nos Estados Unidos, o single foi disponibilizado para venda em 23 de Março, via download digital, pela Sony Masterworks. No Reino Unido, o lançamento se daria em 24 de Abril, mas foi postergado para o mês de Julho.

### Videoclipe
O clipe da música foi gravado em Londres, Inglaterra, em 10 de Março de 2014. Ele foi dirigido pelo cineasta Joe Stephenson e traz cenas com uma ambientação nos anos 50. Toda a história se passa em torno de uma mesa de jantar e mostra uma dona de casa em crise com seu apático marido.
O vídeo é inspirado em Esposas em Conflito, filme de 1975 de Bryan Forbes, e na série Mad Men. Ele estreou em 20 de Abril na internet, pelo canal Vevo.
Sobre o clipe, Natalie disse: "Sendo uma atriz, eu sempre amei tratamentos dados por diretores de cinema. E achei que o tratamento de Joe foi fantástico, realmente interessante; Eu amei suas referências. Foi bastante cinematográfico e simplesmente inteligente. Eu não desejava fazer um vídeo com uma performance direta para esta música. Achei que era mais para uma história...".

### Histórico de lançamento
| Região                    | Data                   | Gravadora        |
| ------------------------- | ---------------------- | ---------------- |
| Estados Unidos e Canadá   | 23 de março de 2015    | Sony Masterworks |
| Reino Unido e Europa      | 24 de julho de 2015    | Sony Masterworks |
| Austrália e Nova Zelândia | 11 de setembro de 2015 | Sony Masterworks |

### Single Digital
- Versão Principal

1. Instant Crush (Radio Edit)

### Posições
| Parada semanal (2015) | Posição |
| --------------------- | ------- |
| Argentina (Top 100)   | 17      |
| França (SNEP)         | 150     |
| Taiwan (Top 10)       | 7       |

## Ligaçãoes externas
- Letra completa da música em MetroLyrics